# Matthew VanDyke
Matthew VanDyke (nacido el 11 de junio de 1979) es un documentalista, combatiente extranjero y ex periodista estadounidense.   Ganó fama durante la guerra civil libia como combatiente extranjero del lado del levantamiento y como prisionero de guerra.
Como periodista y documentalista, VanDyke viajó por el norte de África y Oriente Medio en motocicleta entre 2007 y 2011. Sus experiencias y observaciones durante estos cuatro años lo llevaron a unirse a la guerra civil libia como combatiente rebelde. VanDyke ha apoyado públicamente las revoluciones de la Primavera Árabe en Oriente Medio y el Norte de África y ha trabajado como cineasta en la guerra civil siria y ha luchado como combatiente armado.   

## Primeros años de vida

### Educación
En 2002, VanDyke Recibió su licenciatura en ciencias políticas de la University of Maryland, Baltimore County, con el grando summa cum laude.
En la UMBC, VanDyke comenzó a estudiar el mundo árabe . Posteriormente, VanDyke estudió en el Programa de Estudios de Seguridad (SSP) en la Escuela Walsh de Servicio Exterior de la Universidad de Georgetown de 2002 a 2004. Recibió su maestría en Estudios de Seguridad con concentración regional en Medio Oriente en 2004.  Como estudiante de posgrado en la Universidad de Georgetown, escribió una columna política para el periódico del campus, The Hoya, y fue copresentador de un programa de radio en la estación de radio de la Universidad de Georgetown, WGTB .  VanDyke es miembro de Mensa, una organización social cuyos miembros se encuentran en el 2% superior de inteligencia, según lo medido a través de un examen de ingreso a una prueba de CI. 

### Viaje en motocicleta
En 2004, VanDyke se graduó de la Escuela de Servicio Exterior de la Universidad de Georgetown con una maestría en Estudios de Seguridad con concentración en Medio Oriente.  Su deseo de ver el mundo árabe por sí mismo lo llevó a complementar sus actividades académicas con dos largos viajes introspectivos que cambiarían fundamentalmente la forma en que se veía a sí mismo y al mundo árabe.    La primera expedición, de 2007 a 2009, fue un viaje en solitario por el norte de África y Oriente Medio en una motocicleta Kawasaki KLR650 que incluyó viajes a Marruecos, Mauritania, Túnez, Libia, Egipto, Jordania y Siria.  En 2010, siguió un viaje en motocicleta de seis meses desde Irak, a través de Irán, hasta Afganistán. Para este último, viajó con su amigo, el fotógrafo estadounidense Daniel Britt, con el objetivo final de pasar unas semanas incrustado para filmar al ejército estadounidense en Afganistán.   
VanDyke hizo varios amigos cercanos en Trípoli, Libia, en 2008; esas amistades fueron fundamentales para tomar la decisión de luchar en la guerra civil libia en 2011.    VanDyke vivió en Irak entre 2008 y 2009, enseñando inglés en una universidad para financiar su viaje en motocicleta.   También filmó al ejército estadounidense en Irak y trabajó brevemente como corresponsal de guerra.  
VanDyke filmó sus viajes en motocicleta entre 2007 y 2010 y parte del material se utilizó en el largometraje documental sobre VanDyke, Point and Shoot, que ganó el Premio al Mejor Documental en el Festival de Cine de Tribeca en 2014.  

## Guerra civil libia
En febrero de 2011, comenzó la guerra civil libia y VanDyke estuvo en contacto con varios de sus amigos libios en Trípoli por correo electrónico y Facebook . "Mis amigos me contaban que sus familiares habían sido arrestados, desaparecidos o heridos. Me decían cosas como: '¿Por qué nadie nos ayuda?'. Así que les dije que estaría allí". 
VanDyke fue a Libia con la intención de unirse a la fuerza rebelde que se opone al gobierno de Muammar Gaddafi. En ese momento, no había apoyo militar internacional a los rebeldes y parecía que NATO Gadafi no intervendría. Tenía superioridad aérea y su ejército era significativamente más fuerte que la fuerza rebelde. "Sabía que necesitaban gente para luchar. En aquel momento no existía la OTAN y no parecía que fuera a haber una intervención de la OTAN ni de otros países. La situación era muy, muy desesperada: el ejército de Gadafi avanzaba hacia Bengasi y era una situación de todo o nada".

### Prisionero de guerra
El 13 de marzo de 2011, VanDyke recibió un golpe en la cabeza durante una emboscada en Brega y perdió la memoria de lo ocurrido. VanDyke recuperó la conciencia brevemente durante su transporte desde Brega a una prisión, que cree que estaba en Sirte . Lo interrogaron y le dijeron que nunca volvería a ver Estados Unidos.  
En algún momento entre las siguientes 24 a 48 horas, VanDyke fue trasladado en avión a Trípoli, donde fue encarcelado en la prisión de Maktab al-Nasser, en el distrito de Abu Salim de Trípoli. VanDyke estuvo recluido en régimen de aislamiento, en una celda de 1,2 mx 2,2 m (4 pies x 7 ft) celda con un pequeño tragaluz en el techo. Lo alimentaban y le permitían usar el baño tres veces al día, pero no le dejaban salir ni le daban nada para leer ni otros materiales. VanDyke también sufrió los efectos psicológicos del confinamiento solitario.
Después de 85 días, a VanDyke le vendaron los ojos, le esposaron y lo transportaron a la prisión de Abu Salim, donde pasaría los siguientes 81 días, también en régimen de aislamiento. La tortura psicológica del aislamiento se vio agravada por el trastorno obsesivo-compulsivo de VanDyke.   El 24 de agosto de 2011, los presos rompieron la cerradura de su celda y escapó de la prisión. Liberado de la prisión, VanDyke se alojó en la casa de un compañero fugitivo durante unos días antes de trasladarse al Hotel Corinthia de Trípoli como invitado del Consejo Nacional de Transición, y habló con los periodistas sobre su experiencia como prisionero de guerra .  

### Cobertura mediática internacional
Poco después de que se informara de su captura, los medios de comunicación lo describieron incorrectamente como un periodista independiente.  Varias organizaciones no gubernamentales (ONG), incluido el Comité para la Protección de los Periodistas,  intentaron presionar al gobierno de Gadafi en su nombre.  El 25 de mayo, el viceministro de Asuntos Exteriores libio, Khaled Kaim, dijo que no tenía información sobre VanDyke.  A principios de agosto, después de casi cinco meses de negaciones, el gobierno de Gadafi finalmente admitió que VanDyke estaba detenido, pero no permitió que nadie hablara con él ni lo visitara y no reveló en qué prisión se encontraba.  Human Rights Watch visitó la prisión de Abu Salim y preguntó si VanDyke estaba detenido allí. Los funcionarios de la prisión negaron que estuviera allí, cuando en realidad sí estaba. 
VanDyke también declaró que no abandonaría Libia hasta que el país fuera libre y todas las ciudades estuvieran liberadas de las fuerzas de Gadafi.    También dijo que no se marcharía hasta que todos los prisioneros de guerra rebeldes retenidos por las fuerzas de Gadafi fueran rescatados de la prisión, incluidos los tres combatientes rebeldes con los que fue capturado.  Se ha comparado a VanDyke con los combatientes extranjeros de las Brigadas Internacionales durante la guerra civil española .    Aparece regularmente en los medios de comunicación como personalidad y comentarista de medios .   
VanDyke fue posteriormente criticado por Joel Simon (director ejecutivo del Comité para la Protección de los Periodistas ) por supuestamente "hacerse pasar por periodista en una zona de guerra" y poner así en peligro las vidas de auténticos periodistas que cubrían los conflictos.      

### Ejército de Liberación Nacional
VanDyke fue a Ra's Lanuf, donde se reunió con el comandante de la Brigada Ali Hassan al-Jaber, quien les permitió alistarse en el Ejército de Liberación Nacional . 
VanDyke permaneció en las líneas del frente o cerca de ellas mientras los rebeldes avanzaban desde Harawa a Sirte. En la batalla de Sirte participó en duros combates en el frente oriental, especialmente cerca de Jazeera, el Hotel Sirte, la Universidad de Sirte, la calle Dubai y el complejo de apartamentos Emirates, así como en otros enfrentamientos.   Durante este tiempo, VanDyke utilizó una variedad de armas en combate y sirvió en una variedad de roles, pero fue principalmente un artillero DShK (Dushka). Cuando no estaban en combate, Fonas y VanDyke solían realizar visitas guiadas al campo de batalla y ayudar a la prensa internacional a informar de forma segura y confiable sobre la Batalla de Sirte.  Durante una de esas misiones escoltaron al corresponsal de CBS News, Allen Pizzey, y a su equipo al frente en Sirte, momento en el que se filmó a VanDyke en combate. Esto se emitió en CBS Evening News en los Estados Unidos y fue el primer video de combate de VanDyke que apareció.  Más tarde se publicarían imágenes adicionales de él luchando en Sirte en transmisiones de televisión estadounidenses y en línea.  

## Carrera cinematográfica

### Not Anymore: A Story of Revolution (Ya no más: una historia de revolución)
Al regresar a Estados Unidos desde Libia a finales de 2011, la prensa le preguntó en el aeropuerto a VanDyke sobre sus planes futuros. Afirmó que trabajaría en otras revoluciones, incluida la probable participación como combatiente armado en algún momento en el futuro.    En 2012, VanDyke comenzó los preparativos para realizar un cortometraje documental, Not Anymore: A Story of Revolution (Ya no más: una historia de revolución), para ayudar a mejorar la opinión mundial sobre las fuerzas rebeldes sirias en la guerra civil siria y alentar a la comunidad internacional a apoyarlas.   VanDyke ha declarado que su decisión de filmar en lugar de luchar en esa etapa de la guerra se basó en la escasez de equipo entre los rebeldes, un problema que sintió que su película podría ayudar a resolver aumentando el apoyo internacional.   Él mismo financió la película con su propio dinero, gastando aproximadamente 30.000 dólares.  
VanDyke viajó a Siria en octubre de 2012 y filmó durante aproximadamente un mes en la ciudad de Alepo.  Filmar en Alepo era peligroso debido a los bombardeos de artillería, los ataques aéreos, los francotiradores y la amenaza de secuestro debido al estatus de VanDyke como figura pública.   Mientras estaba en Siria filmando Not Anymore: A Story of Revolution, el gobierno sirio transmitió en numerosos canales de televisión estatal siria que VanDyke era un terrorista que había llegado a luchar contra el gobierno como parte del rebelde Ejército Libre Sirio, lo que aumentó enormemente el riesgo de que VanDyke fuera secuestrado o asesinado en Siria. 

#### Lanzamiento y recepción
Not Anymore: A Story of Revolution se estrenó en septiembre de 2013.  Fue transmitido por televisión por ARD en Alemania, SBS en Australia y NRK en Noruega.   También se mostraron imágenes de la película como parte de un episodio de 2013 del programa Nightline de ABC .  VanDyke lanzó Not Anymore: A Story of Revolution en YouTube sin publicidad.  La película también está disponible en línea a través del subsitio Comment is Free de The Guardian.  Not Anymore: A Story of Revolution también se ha exhibido en instituciones educativas y eventos alrededor del mundo patrocinados por organizaciones como Amnistía Internacional y The Frontline Club.  
La película fue descrita por NewFilmmakers LA Film Festival como "una favorita del festival de cine".  La película ha ganado más de 100 premios,   incluido el Premio al Cortometraje en los One World Media Awards,  y el Primer Lugar (No Ficción) en la 36.ª Competencia Nacional Anual de Cortometrajes en el Festival de Cine de EE. UU.  además de ganar el premio a la Mejor Película en el Festival de Cine ITSA de 2013. 

### Point and Shoot (Apunta y dispara)
VanDyke protagonizó Point and Shoot, un documental escrito y dirigido por Marshall Curry, dos veces nominado al Oscar .  VanDyke se había acercado a Curry para colaborar en una película biográfica sobre VanDyke usando imágenes que había filmado durante el viaje en motocicleta y mientras luchaba en Libia. La película se compone principalmente de material de archivo de VanDyke de 2007 a 2011, que se combina con algunas entrevistas y una breve secuencia de animación para recrear la experiencia de VanDyke en régimen de aislamiento como prisionero de guerra.  
Point and Shoot sigue el viaje de cuatro años en motocicleta de VanDyke, su amistad con Nouri Fonas y otros libios, y su transformación en revolucionario durante el conflicto en Libia.  La película explora los antecedentes, las motivaciones y las experiencias formativas de VanDyke durante su viaje en motocicleta que lo llevaron a transformarse en revolucionario durante el conflicto en Libia.
Point and Shoot se estrenó en el Festival de Cine de Tribeca en abril de 2014, donde ganó el premio al Mejor Documental.   La película también ganó el Premio Especial del Jurado del Festival de Cine Independiente de Boston para Largometraje Documental y VanDyke recibió el Premio Especial del Jurado por Coraje Extraordinario en la Realización Cinematográfica del Festival de Cine de Little Rock por su trabajo como productor y director de fotografía en Point and Shoot .  
La película tiene una calificación positiva del 72% en Rotten Tomatoes.  y un Metascore positivo de 65 en Metacritic. 

### 7 días en Siria
VanDyke fue el director de fotografía y productor del documental de 2015 7 Days in Syria    dirigido por Robert Rippberger y producido por Scott Rosenfelt, siguiendo el ejemplo de la elogiada periodista Janine di Giovanni . La película se proyectó en tres docenas de festivales, incluida una proyección privada para la Cámara de los Lores de Gran Bretaña y para altos miembros de las Naciones Unidas, antes de ser estrenada por Ro*co Films y Film Buff. 

## Asesor de combate
El 21 de febrero de 2015, VanDyke anunció la creación de Sons of Liberty International, una empresa contratista de seguridad sin fines de lucro, conformada por él y varios veteranos.   Sus esfuerzos en 2015 se dirigieron a entrenar a las Unidades de Protección de la Llanura de Nínive (NPU), una milicia asiria respaldada por el Movimiento Democrático Asirio, con la intención declarada de preservar la herencia cristiana de Irak contra los ataques del Estado Islámico de Irak y Siria . En febrero de 2015, dijo que habían ayudado a entrenar a más de 300 soldados de la NPU, con el objetivo de entrenar a un total de 2.000 soldados.  Desviando las críticas de que la creación de una milicia cristiana sólo alimentará el sectarismo en la región,  afirmó que el NPU en algún momento alistaría también a otros grupos religiosos. 
Durante la invasión rusa de Ucrania en 2022, SOLI brindó entrenamiento a soldados ucranianos. 

## Filmografía
- Not Anymore: A Story of Revolution (2013) [2] [78]
- Point and Shoot (2014) [1] [79]
- 7 Days in Syria (2015)